# بلبل أباد (تشكدان)
بلبل أباد (بالفارسية: بلبل‌آباد) هي قرية تقع في إيران في هرمزغان. يقدر عدد سكانها بـ 797 نسمة بحسب إحصاء 2016.